# Challenger de Columbus 2024
El torneo Columbus Challenger 2024 fue un torneo de tenis perteneció al ATP Challenger Tour 2024 en la categoría Challenger 75. Se trató de la 14ª edición; el torneo tuvo lugar en la ciudad de Columbus (Estados Unidos), desde el 16 hasta el 22 de septiembre de 2024 sobre pista dura bajo techo.

## Jugadores participantes del cuadro de individuales
| Preclasificado | País                      | Jugador             | Rank1 | Posición en el torneo |
| 1              | Bandera de Estados Unidos | Christopher Eubanks | 118   | Cuartos de final      |
| 2              | Bandera de Australia      | Tristan Schoolkate  | 167   | Primera ronda         |
| 3              | Bandera de Estados Unidos | Patrick Kypson      | 168   | Primera ronda         |
| 4              | Bandera de Estados Unidos | Jeffrey John Wolf   | 169   | Primera ronda         |
| 5              | Bandera de Estados Unidos | Denis Kudla         | 188   | Segunda ronda         |
| 6              | Bandera de Jordania       | Abdullah Shelbayh   | 204   | Cuartos de final      |
| 7              | Bandera de Estados Unidos | Brandon Holt        | 208   | Primera ronda         |
| 8              | Bandera de Canadá         | Alexis Galarneau    | 218   | Segunda ronda         |

- 1 Se ha tomado en cuenta el ranking del 9 de septiembre de 2024.

### Otros participantes
Los siguientes jugadores recibieron una invitación (wild card), por lo tanto ingresan directamente al cuadro principal (WC):
- Jack Anthrop
- Alexander Bernard
- Bryce Nakashima

Los siguientes jugadores ingresan al cuadro principal tras disputar el cuadro clasificatorio (Q):
- Micah Braswell
- Murphy Cassone
- Kyle Edmund
- Antoine Ghibaudo
- Jack Pinnington Jones
- Patrick Zahraj

## Campeones

### Individual Masculino
- Naoki Nakagawa derrotó en la final a  James Trotter por 7–6(8), 5–7, 7–6(5)

### Dobles Masculino
- Hans Hach Verdugo /  James Trotter derrotaron en la final a  Christian Harrison /  Ethan Quinn por 6–4, 6–7(6), [11–9]